# Bougui (Fada N'Gourma)
Pour les articles homonymes, voir Bougui.
Bougui est un village rural du département et la commune urbaine de Fada N'Gourma, situé dans la province du Gourma et la région de l'Est au Burkina Faso.

## Géographie
Bougui est situé, sur la route nationale 4, à 8 km à l'Est de Fada N'Gourma, chef-lieu du département, de la province et capitale de la région.

## Santé et éducation
Les centres de soins les plus proches de Bougui sont le centre hospitalier et les centres de santé et de promotion sociale (CSPS) de Fada N'Gourma.